# Silver Surfer (animatieserie)
The Silver Surfer is een animatieserie gebaseerd op de Marvel Comics strips over de superheld Silver Surfer. De serie werd uitgezonden op Fox in 1998. De serie liep maar voor 1 seizoen omdat Marvel financiële problemen kreeg en geen tweede seizoen kon veroorloven. Desondanks lagen er wel al scenario's klaar voor een tweede seizoen, en had de serie redelijk succes.
Hoewel het de eerste serie was die computeranimatie gebruikte, was de grafische stijl nog gelijk aan die van Jack Kirby. De belangrijkste verhaallijnen waren gelijk aan die uit de strips, maar er werden wel wat veranderingen aangebracht. Bovendien was de serie serieuzer dan de meeste andere animatieserie gebaseerd op Marvel-strips.

## Afleveringen
1. The Origin of the Silver Surfer, Part 1
2. The Origin of the Silver Surfer, Part 2
3. The Origin of the Silver Surfer, Part 3
4. The Planet of Dr. Moreau
5. Learning Curve, Part 1
6. Learning Curve, Part 2
7. Innervisions
8. Antibody
9. Second Foundation
10. Radical Justice
11. The Forever War
12. Return to Zenn-La
13. The End of Eternity, Part 1

## Seizoen 2
Hoewel het tweede seizoen nooit is gemaakt, bestonden er wel al scenario's voor de volgende afleveringen:
1. The End of Eternity, Part 2
2. Soul Hunter, Part 1
3. Soul Hunter, Part 2
4. Rebirth
5. Battlecry
6. Down to Earth, Part 1
7. Down to Earth, Part 2
8. Down to Earth, Part 3

## Rolverdeling
- Silver Surfer / Norrin Radd (Paul Essiembre)
- Shalla-Bal (Camilla Scott)
- Watcher (Colin Fox)
- The Master of Zenn-La (Aron Tager)
- Galactus (James Blendick)
- Thanos (Gary Krawford)
- Ego the Living Planet (Roy Lewis)
- Lord Glenn (Marc Strange)
- Ivan and Pip the Troll (Robert Bockstael)
- Frankie Raye/Nova (Tara Rosling)
- Beta Ray Bill (Karl Pruner)
- Adam Warlock (Oliver Becker)
- Gamora (Alison Sealy-Smith)
- Supreme Intelligence (David Hemblen)
- Lady Chaos (Lally Cadeau)
- Drax the Destroyer (Norm Spencer)
- Mentor (Cedric Smith)
- Nebula (Jennifer Dale)
- Infinity (Elizabeth Sheperd)
- Eternity (John Neville)
- Infection (Shirley Douglas)
- Watcher Prime (Dennis Akayama)
- Amber (Alyson Court)
- Husseri (David Hemblin)
- Kalek (Don Francks)
- Gamma (Nicole Oliver)
- Shellaine (Valerie Buhagiar)
- Votrick (Rick Bennent)
- Maciag (Michael Copeman)
- Kili the Troll (Elizabeth Hanna)
- Raze (Len Doncheff)
- Geatar (Howard Jerome)
- Nietre (Bernard Behrens)
- Kiar (David Calderisi)
- Zedaro (Lawerence Bayne)

## Trivia
Verschillende stemacteurs van The Silver Surfer deden ook de stemmen van personages uit de X-Men animatieserie die rond dezelfde tijd werd uitgezonden:
- Alison Sealy-Smith (Storm)
- Norm Spencer (Cyclops)
- Cedric Smith (Professor X)
- Dennis Akayama (Iceman)
- Alyson Court (Jubilee)